# Sillu (Fautmolo)
Sillu is een bestuurslaag in het regentschap Timor Tengah Selatan van de provincie Oost-Nusa Tenggara, Indonesië. Sillu telt 2278 inwoners (volkstelling 2010).